# Agenția de Investigații Media
Agenția de Investigații Media (AIM) este o publicație online din România, lansată în octombrie 2009.
Echipa Agenției de Investigații Media, condusă de Bogdan Comaroni și Răsvan Moldoveanu, este alcătuită din foști jurnalisti și ziarelor ZIUA, Evenimentul Zilei, Jurnalul Național, Adevărul, Cotidianul, România Liberă și UNU, precum și numeroși freelanceri, toți având o experiență îndelungată în presa de investigație.